# بيدرو دي ألميدا
بيدرو دي ألميدا (بالبرتغالية: Pedro de Almeida‏) هو منافس ألعاب قوى برتغالي، ولد في 3 سبتمبر 1939، وتوفي في 21 سبتمبر 2012.

## وصلات خارجية
- بيدرو دي ألميدا على موقع الاتحاد الدولي لألعاب القوى (الإنجليزية)
- بيدرو دي ألميدا على موقع الاتحاد الأوروبي لألعاب القوى (الإنجليزية)
- بيدرو دي ألميدا على موقع أوليمبيديا (الإنجليزية)